# Kébarien
Subdivisions
Proto-Kébarien 
 Kébarien ancien 
 Kébarien récent 
 Kébarien non géométrique 
 Kébarien géométrique
Objets typiques
Microlithes géométriques
Le Kébarien désigne une culture archéologique de l'Épipaléolithique située au Proche-Orient comprise généralement entre 19 000 à 12 000 avant le présent. Cette culture, connue sur les territoires de l'actuel Liban, Israël (y compris le désert du Néguev) et du Sinaï, doit son nom au site de Kébara. Elle est caractérisée par la présence de microlithes à caractère dit géométrique ; d'autres représentations géométriques apparaissent au Kébarien géométrique sous forme de décor d’outils en os. 
Liée à des groupes de chasseurs-cueilleurs nomades, elle succède à l'Antélien (Aurignacien du Levant) et précède la culture pré-néolithique du Natoufien.

## Mode de vie
On suppose que les Kébariens se dispersaient sur les hautes-terres en été, et se réunissaient dans des grottes ou des habitations troglodytes près des lacs de basses-terres en hiver. Cette diversité environnementale pourrait d'ailleurs être la raison de la grande diversité de leur outillage.
Les constructions en dur semi-enterrées et rondes sont connues dès le Kébarien géométrique mais restent rares et isolées. Ce n’est qu’au Natoufien qu’on trouvera les premiers groupements de maisons, autrement dit les premiers villages.

## Chronologie et cultures
Voici la chronologie principale des cultures proche-orientales du Kébarien ou contemporaines du Kébarien, :
- ? B.P. : Qalkhien - Proto-Kébarien - Antélien
- 19 000 à 14 000 B.P. : Kébarien ancien et récent - Zarzien
- 14 800 à 12 000 B.P. : Kébarien géométrique - Kébarien du Néguev - Moschabien – Zarzien (Kurdistan irakien)
- 12 000 à 10 300 B.P. : Natoufien
- 12 000 à 10 200 B.P. : Zarzien final (Kurdistan irakien)
- 10 300 à 9 600 B.P. : Protonéolithique